# Championnat de France masculin de handball de Nationale 3 2013-2014
Navigation
Nationale 3 2012-2013 Nationale 3 2014-2015
Le Championnat de France de handball masculin de Nationale 3 est le 5e échelon national.
La compétition est remportée par le Compiègne HBC.

## Les clubs de l'édition 2013-2014
- Handball Club des Volcans
- Irisartarrak HB
- Billère Handball rés.
- ASPOM Bègles handball
- Zibero sports Tardets
- HBC Oloron
- Handball Club Espalion
- Pana Loisirs
- Asson sports
- Entente TUC Balma Handball
- Handball Club Objat Corrèze
- Tournefeuille Handball

- AL Loudéac HB
- Saint-Nazaire Handball
- Patronage laïque Granville
- Niort HB Souchéen
- Angers Noyant Handball rés.
- Lesneven Le Folgoët HB
- Morlaix/Plougonven HV
- Jeanne d'Arc Bruz
- Hennebont-Lochrist HB
- AL Chateaulin HB
- Aunis HB La Rochelle-Périgny
- US Guérande Presqu'île HB

- Dreux AC
- CSM Sully-sur-Loire HB
- Amicale Epernon
- Saint-Marcel Vernon
- ES Falaise Calvados
- Entente sportive Vitry
- Entente Plésséenne Handball
- Le Chesnay Yvelines handball
- US Orléans
- Salamandre Saint-Doulchard
- Le Mans Sarthe Handball 72
- AAEEC Ponts-de-Cé

- Compiègne Handball Club
- Massy Essonne Handball
- CSA Kremlin-Bicêtre
- Versailles Handball Club
- Lille Métropole HBC Villeneuve d'Ascq
- CSM Puteaux Handball
- Handball Hersin Coupigny
- Club municipal d'Aubervilliers
- Villemomble Handball
- AS Neuilly-en-Thelle
- RC d'Arras HB
- ESM Gonfreville l'Orcher

- AS Saint-Brice Courcelles
- AS Saint-Mandé Handball
- Bois-Colombes Sports Handball
- UMS Pontault-Combault rés.
- US Lagny
- Issy Handball Masculin
- Rueil Athlétic Club
- Romilly HB
- Thionville Moselle Handball
- Handball Club Serris Val-d'Europe
- VIillers Handball
- Bogny Handball

- ES Besançon
- Beaune Handball
- HBC Lure Villers
- Molsheim
- Raon-l'Etape CIS CIS Handball
- Hœnheim
- Haguenau
- HBC Semur-en-auxois rés.
- Creusot Torcy Montchanin HB
- E. Strasbourg Schiltigheim AHB rés.
- HBC Noidans
- Marmoutier Saverne Wasselonne

- CS Annecy le Vieux
- CS Bourgoin-Jallieu
- Beaujolais Val-de-Saône Handball
- Valence Handball rés.
- Saint-Flour Handball
- Villeurbanne handball association rés.
- AL Voiron HB
- AS Fontaine Handball
- Handball Club Cournon d'Auvergne
- Saint-Chamond Handball Pays du Gier
- Handball olympique Le Puy Chadrac
- US Ledonienne

- US Crauroise Handball
- Prades-le-Lez Handball
- Pays d'Aix Université Club Handball rés.
- O. Antibes Juan-les-Pins HB
- AS BTP Nice Handball
- Elite Masculine Gardéenne Valettoise
- Handball Corte
- Handball Club Thuir
- SCO Avignon
- CS Cheminot Nîmes Handball
- Miramais Handball Ouest Provence
- HB Rhône Eyrieux Ardèche